# Ти си тај
Ти си тај (енгл. Marry Me) амерички је љубавно-хумористички филм из 2022. године. Режију потписује Кет Коиро, по сценарију Џона Роџерса, Тами Сагер и Харпер Дил. Темељи се на истоименом графичком роману Бобија Крозбија. Џенифер Лопез глуми Кат Валдез, поп звезду која одлучује да се уда за странца који држи знак „удај се за мене” (Овен Вилсон) након што је сазнала да је њен партнер Бастијан (Малума) имао аферу. Споредне улоге глуме Џон Бредли, Сара Силверман и Клои Колман.
Филм је најављен у априлу 2019. године, док су Лопез и Вилсон потписани за главне улоге, а Коирова за редитељку. Universal Pictures је стекао права на дистрибуцију филма у јулу 2019. године. Снимање је одржано на Менхетну у октобру и новембру 2019. године. Лопезова и Малума су такође продуцирали истоимени саундтрек. „Pa' Ti”, водећи сингл саундтрека, објављен је 24. септембра 2020. и дебитовао је на деветом месту Billboard-ове листе Hot Latin Songs, чинећи га највишим дебијем Лопезове у САД од 2017. године.
Премијера филма била је у Лос Анђелесу 9. фебруара 2022. године, а у САД је истовремено објављен у биоскопима и на Peacock-у 11. фебруара. Taramount Film је објавио филм у биоскопима у Србији 10. фебруара 2022. године. Двапут је одложен од првобитног датума објављивања у фебруару 2021. због пандемије ковида 19. Филм је добио помешане критике критичара.

## Радња
Након што је сазнала да њен партнер на сцени (Малума) има аферу иза њених леђа, Кат Валдез (Џенифер Лопез), сензационална латино поп звезда, одлучује да се уда за странца Чарлија Гилберта (Овен Вилсон), који је случајно држао знак „Удај се за мене” на њеном концерту.

## Улоге
| Глумац          | Улога                 |
| --------------- | --------------------- |
| Џенифер Лопез   | Каталина „Кат” Валдез |
| Овен Вилсон     | Чарли Гилберт         |
| Малума          | Бастијан              |
| Џон Бредли      | Колин Каловеј         |
| Сара Силверман  | Паркер Дебс           |
| Клои Колман     | Лу Гилберт            |
| Мишел Буто      | Мелиса                |
| Стивен Волем    | Џонатан Питс          |
| Џамила Џамил    | Аника                 |
| Уткарш Амбудкар | тренер Мани           |
| Брејди Нун      | Џорџ                  |